# Ábrego (Norte de Santander)
Ábrego, anteriormente conocido como La Cruz, es un municipio colombiano ubicado en el departamento de Norte de Santander. Lleva su nombre en honor a la prócer Mercedes Ábrego
Limita al norte con los municipios de Ocaña, La Playa y Hacarí; al oriente con Sardinata, Bucarasica y Villa Caro; al sur con Cáchira y al occidente con La Esperanza y San Alberto, este último perteneciente al departamento del Cesar.

## Toponimia

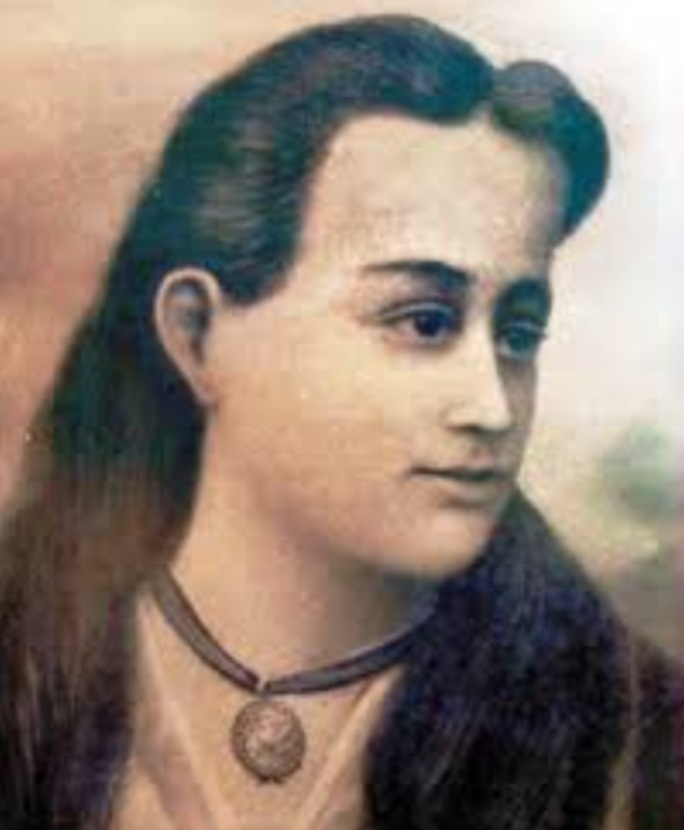
Mercedes Abrego mártir de la independencia, como honor se nombró a este municipio Abrego

Su nombre es en honor a Mercedes Ábrego, una heroína y mártir cucuteña de la Independencia de Colombia.

## Historia
Ábrego, llamado inicialmente La Cruz, fue fundado el 12 de marzo de 1810 en terrenos donados por las hermanas Ana María y Josefa de la Encarnación.
Los primeros forjadores de Ábrego fueron: Juan Quintero Príncipe, encomendero del río de los Carates, Juan de Ortega, encomendero de los indios Unarama o Turmeros, Francisco Fernández de Rojas, encomendero de los indios Bucuramas, Gómez Álvarez de Aguilera, encomendero de los indios del río Borra. El poblamiento viene a partir de la hacienda de los Guayabitos, emporio económico en la producción de harina y azúcar, cuyos terrenos comprendían toda la llanura.
Las tropas de Ambrosio Alfinger lo llamaron Llanos de los Orejones. Con motivo de la primera eucaristía celebrada el 26 de julio de 1580, el madero levantado para este acto religioso le dio el nombre de Llanos de la Cruz, hasta llegar a llamarlo simplemente La Cruz. Con motivo de la expedición de la ley 5 de 1920, que ordenó el cambio de nombres homónimos en algunos municipios colombianos, la asamblea de Norte de Santander expidió la ordenanza Número 32 del 14 de abril de 1930 por medio de la cual le dio el nombre de Ábrego, en honor de la heroína nortesantandereana sacrificada en 1813.
En el año 1530, trepado sobre el cerro de Jurisdicciones el alemán Ambrosio Alfinger avistó el valle, dándole el nombre de Llano de los Orejones.
Entre cerros y cañadas habitaron nómadas tribus de diferente familia lingüística que los españoles bautizaron a la una como lengua pale, por el cercado en troncos que hacían de sus viviendas y a la otra lengua carate por la despigmentación de la piel que presentaban estos aborígenes y por estar llenos de sarna y lepra. Su alimentación básica: ahuyamas, frijol, batatas, maíz, yuca y hojas y ramas silvestres, las cuales no solo los alimentaban sino que los mantenían sanos.
Su característica social predominante era emborracharse, desenterrar sus muertos y con ellos a cuestas danzar, en medio de este jolgorio la muerte era una constante se mataban a flechazos el padre contra el hijo y el hijo contra el padre.  Respetaban a las tribus contrarias y tenían intérpretes para comunicarse entre ellos. No tenían ni adoraban figuras de dioses o divinidad alguna, el valle era el sitio sagrado donde aposentaba su Dios, por ello, nunca lo habitaron, su gran fuente el río, al que llamaban Ixira. Las tribus tomaba su remoquete de la composición de nombres de los árboles y plantas.
En 1575 los aborígenes sometidos estaban bajo el yugo de los capitanes encomenderos: Juan de Ortega (indios Unaramas o Turmeros) Francisco Fernández de Rojas (indios del cacique Bucurama) Gómez Álvarez de Aguilera (indios del río Borra) Luis Téllez Blanco (indios Carasicas) y Juan Quintero Príncipe (indios del río de los carate).
El 26 de julio de 1580, se realizó el primer oficio religioso a cargo del padre Ambrosio Fernández Mederos,  para la ocasión los encomenderos mandaron levantar una gran cruz en este santo lugar como testimonio de la doctrina cristiana que recibían los aborígenes, desde ese día gracias a ese gran madero se le llamó a este Valle,  Llanos de la Cruz. En 1.765 se construyó la primera ermita financiada por Don Juan Quintero Príncipe y Don Cristóbal Vergel.
El 12 de septiembre de 1778 son elevados los llanos de la Cruz a la figura eclesiástica de Economía Perpetua siendo su Cura ecónomo el samario Manuel Fernández. Contaba la región con 74 familias 59 nobles y 15 plebeyos. En 1795, se nombra el primer alcalde pedáneo partidario, llamados así porque despachaban de pie. Siendo el titular Don José Salvador Sánchez de la Mota.
El 5 de septiembre de 1807, luego de un escabroso camino, son erigidos los Llanos de la Cruz como parroquia, bajo la advocación de Santa Bárbara y la Santísima Cruz. Fallado el proceso entre vecinos, obispo y gobernador de Santa Marta, por el derecho a nombrar el primer párroco, tomó posesión del cargo el clérigo José María Fernández Carvajalino el 30 de octubre de 1808.
El 7 de marzo de 1810 este benemérito sacerdote envía una comunicación al señor alcalde de primera elección de Ocaña, Don Ramón de Trillo, para que se procediera a la demarcación, amojonamiento y límites de la parroquia, igualmente solicita la presencia de Doña Salvadora Lobo de Rivera, Don José Gregorio Quintero y las hermanas Doña Ana María y Josefa de la Encarnación Maldonado, dueños unos y otros de la inmensa llanura, para que cedieran a título gratuito lo suficiente para construir casa, cocina y huerta.
Los argumentos expuestos por el sacerdote, eran la enorme distancia que mediaba entre el sitio donde estaba plantificada la iglesia y las pocas casas de habitación de haciendas y fincas y el deseo que los vecinos construyeran sus casas en el centro junto al templo, ya que se sentía muy solo.
El 10 de marzo de 1810 el alcalde Don Ramón de Trillo, dio la orden de Demarcación e instó a las autoridades correspondientes para este acto. El 12 de marzo de 1810 las hermanas Doña Ana María y Josefa de la Encarnación Maldonado, Dueñas de la Hacienda los Guayabitos,  donan los terrenos para levantar la población,  lo suficiente para que los vecinos construyeran casa cocina y huerta,  dándoles un año de plazo para ello.
Se nombró Alarife público a Miguel Navarro, quien con una clineja de fique humedecida de 120 varas trazó y cuadró plazas, calles principales y colaterales. Fue con 25 vecinos, 17 nobles y 8 plebeyos que se consolidó el poblamiento.

## Geografía
Ábrego se encuentra ubicado en el occidente de Norte de Santander y su área total es de 1342 km².  Parte del municipio se encuentra en un valle entre los ríos Oroque y Frío. El valle está rodeado por cerros de la Cordillera Oriental, la principal altura del municipio es el cerro de las Juridicciones de 3.800 m s. n. m. También las montañas del municipio alberga un bosque que contiene plantas medicinales silvestres.
El casco urbano de Ábrego se localiza sobre un valle prácticamente plano a 1398 m s. n. m., en una extensión de 2,6 km², es allí donde reside su mayor población. Su temperatura promedio es de 21 °C y dista 26 km de Ocaña, 170 km de Cúcuta (capital departamental) y 630 km de Bogotá.    
Sonidos de Pájaros en una mañana abreguense

### Clima
| Parámetros climáticos promedio de Ábrego | Parámetros climáticos promedio de Ábrego | Parámetros climáticos promedio de Ábrego | Parámetros climáticos promedio de Ábrego | Parámetros climáticos promedio de Ábrego | Parámetros climáticos promedio de Ábrego | Parámetros climáticos promedio de Ábrego | Parámetros climáticos promedio de Ábrego | Parámetros climáticos promedio de Ábrego | Parámetros climáticos promedio de Ábrego | Parámetros climáticos promedio de Ábrego | Parámetros climáticos promedio de Ábrego | Parámetros climáticos promedio de Ábrego | Parámetros climáticos promedio de Ábrego |
| Mes                                      | Ene.                                     | Feb.                                     | Mar.                                     | Abr.                                     | May.                                     | Jun.                                     | Jul.                                     | Ago.                                     | Sep.                                     | Oct.                                     | Nov.                                     | Dic.                                     | Anual                                    |
| ---------------------------------------- | ---------------------------------------- | ---------------------------------------- | ---------------------------------------- | ---------------------------------------- | ---------------------------------------- | ---------------------------------------- | ---------------------------------------- | ---------------------------------------- | ---------------------------------------- | ---------------------------------------- | ---------------------------------------- | ---------------------------------------- | ---------------------------------------- |
| Temp. máx. media (°C)                    | 23.6                                     | 24.3                                     | 24.0                                     | 23.2                                     | 23.2                                     | 23.6                                     | 24.0                                     | 24.2                                     | 23.7                                     | 22.9                                     | 22.5                                     | 23.0                                     | 23.5                                     |
| Temp. media (°C)                         | 18.5                                     | 19.0                                     | 19.2                                     | 19.0                                     | 19.0                                     | 19.0                                     | 19.0                                     | 19.2                                     | 19                                       | 18.6                                     | 18.5                                     | 18.4                                     | 18.9                                     |
| Temp. mín. media (°C)                    | 14.6                                     | 14.8                                     | 15.5                                     | 15.7                                     | 15.7                                     | 14.9                                     | 14.7                                     | 14.9                                     | 15.2                                     | 15.4                                     | 15.7                                     | 15                                       | 15.2                                     |
| Lluvias (mm)                             | 77                                       | 106                                      | 210                                      | 384                                      | 507                                      | 422                                      | 363                                      | 394                                      | 402                                      | 417                                      | 301                                      | 141                                      | 3724                                     |
| Fuente: Climate-Data.org                 |                                          |                                          |                                          |                                          |                                          |                                          |                                          |                                          |                                          |                                          |                                          |                                          |                                          |

## Transporte
Ábrego está comunicada por la Ruta Nacional 70 , que divide al departamento en norte y sur. 

## Economía
La economía del municipio se basa en la agricultura, el principal cultivo producido en el municipio es la cebolla. Otros productos cultivados en Ábrego son el tomate, el cacao, el café, el maíz, el fríjol, la caña de azúcar y el tabaco. En la parte de la ganadería, existe la producción de carne porcina y bovina. En cuestión al comercio, en 2017 se registró que el municipio contaba con 677 establecimientos comerciales como tiendas de ropa, peluquerías, cafeterías o panaderías.

## Himno
| Autor: Isabel Cristina Llain Arévalo Coro Oh, Santa del pueblo, bárbara bendita Invocan tus hijos vuestra protección La paz que reclama su gente bizarra A lo ancho del valle despliega en vigor. |  | I Sueño dorado de dos mujeres Valerosas y enérgicas de gran corazón Donaron sus tierras para sus quereres Hoy desde el cielo nos dan bendición. II Dos ríos te abrazan con gran cariño Cantarinos pasean tus tierras en flor Al fuerte labriego despierta la aurora Que sale contento a emprender su labor. |  | III Llevamos el nombre de aquella heroína Que entregó su vida sin miedo y valor Y el cielo adornará su imagen divida Guirnaldas de oro florecen en pos. IV Ábrego, tus hijos sueñan que un día Sonreiremos todos cantando a gran voz Olvidando aquellos tristes momentos En que la risa fuera llanto y dolor. |  |  |

## Sitios turísticos

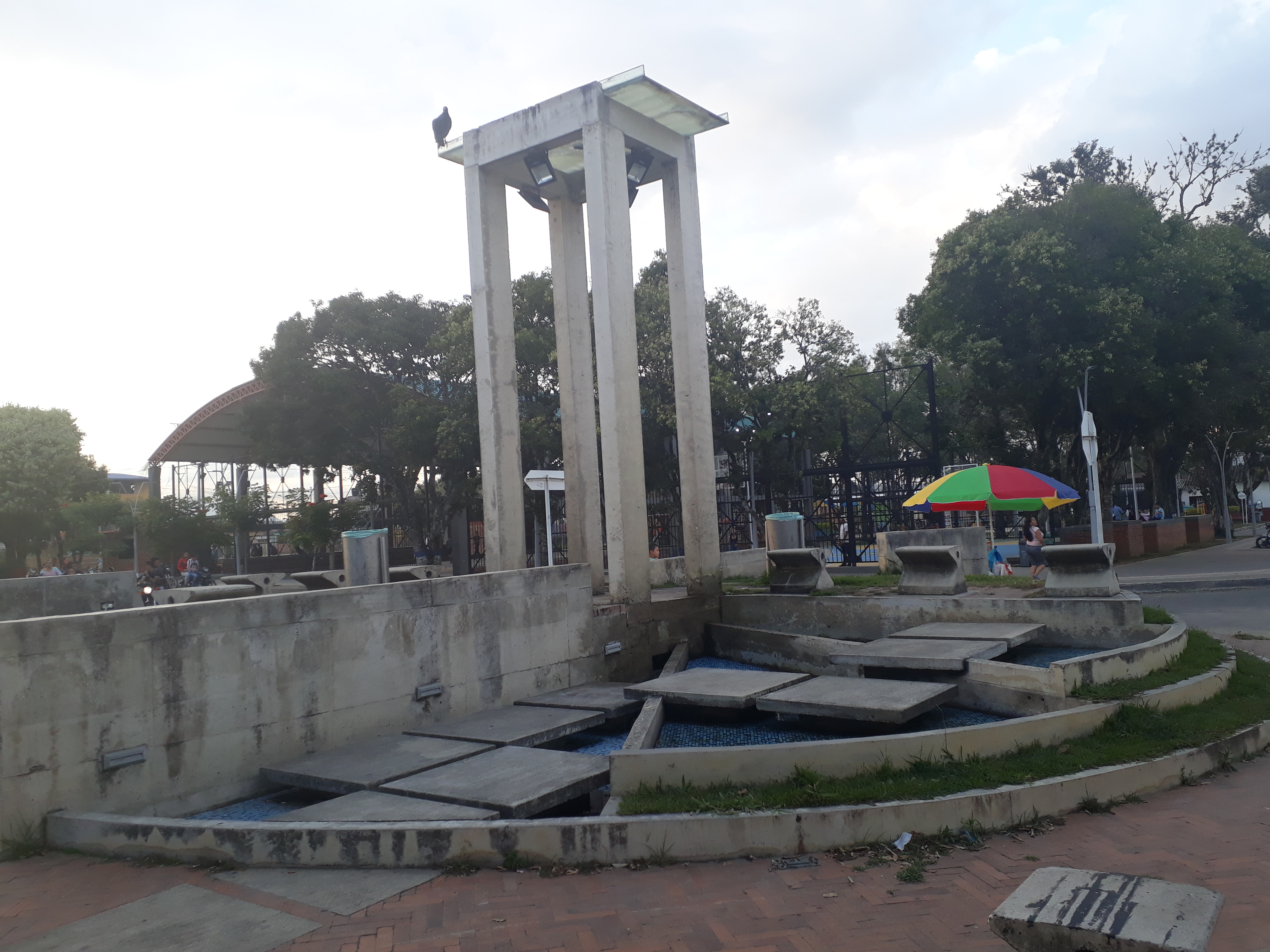
Glorieta del Parque Bolívar

El municipio cuenta con diversos atractivos turísticos naturales. En 2018, se completó la construcción de la glorieta del Parque Bolívar y el Parque "Yo Amo Ábrego", con el fin de incentivar el turismo en el municipio.
- Pozo del burro: Es un lugar turístico del municipio, que según una leyenda local recibe este nombre, porque un viajero intentó cruzar con su burro pero se ahogó, el burro llevaba oro.[9]
- Represa del Oroque: Es un sitio turístico ubicado a 15 minutos de la cabecera municipal, la presa está formada por las aguas del río Oroque que provienen del páramo "Jurisdicciones".[7] Esta presa fue construida en los años 70 con el propósito de abastecer de agua a los cultivos del municipio.[10]
- Piedras Negras: Son un grupo de piedras esparcidas en aproximadamente 3 hectáreas. Algunas teorías sugieren que son de origen volcánico o que son fragmentos de un asteroide, también existe una tradición oral que dice que fueron utilizadas por los indios Orokes para rituales en la fase nular.[11]
- Pozo "las pailas": Es un lugar ubicado cerca a la carretera vía a Cúcuta, es un balneario en la vereda el Rincón, parte de la quebrada el Cuco, se caracteriza por sus alrededores de vegetación nativa del municipio.[7]

## Iglesias

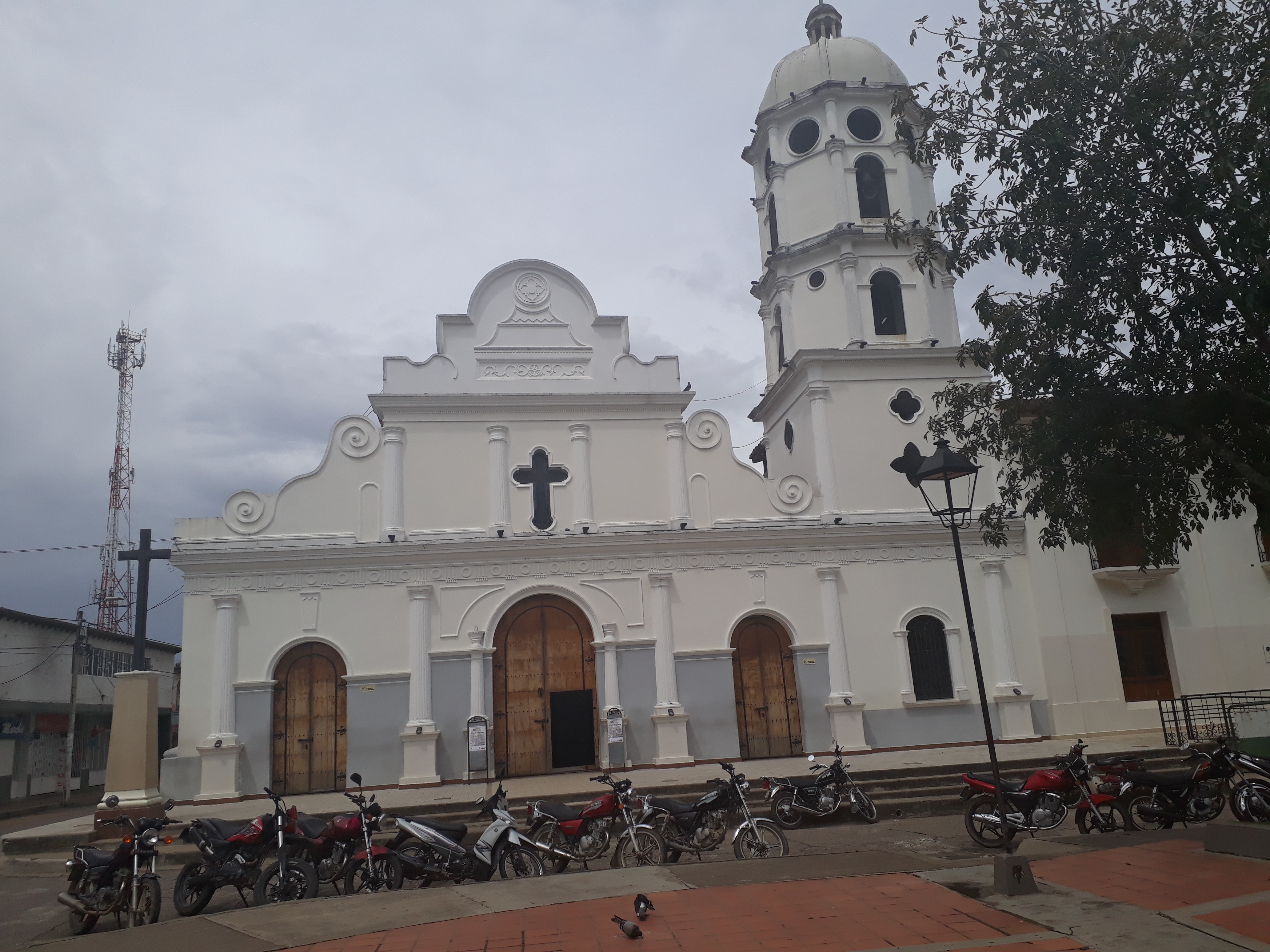
Parroquia Santa Bárbara ubicada en el centro del municipio

- Parroquia Santa Bárbara: La parroquia fue terminada en 1765 por Juan Quintero Príncipe y Cristóbal Arévalo, fue la primera ermita del municipio. Se convirtió en parroquia el 5 de septiembre de 1807, siendo José María Fernández Carvajalino el primer párroco.[12] En el 31 de diciembre de 2003, mediante el decreto 1144, la iglesia se considera un bien de interés cultural de carácter departamental.[10]
- Iglesia Divino Niño: La creación de esta iglesia fue idea del párroco Diógenes Sanabria. En 2009, el edificio fue consagrado. El edificio tiene un estilo moderno.[12]
- Iglesia Centro Cristiano: la iglesia centro cristiano en Ábrego cuenta con más de 25 años en el municipio siendo agente de transformación social y espiritual en el sector. Brindando apoyo y atención a niños niñas, adolescentes, adultos y mayores, con dinámicas que restauran y refuerzan el tejido social y cultural del municipio.

## Educación
Los primeros establecimientos educativos del municipio se remontan a 1844. El municipio cuenta con un megacolegio llamado Colegio Carlo Julío Torrado Peñaranda que fue inaugurado en 2016, el megacolegio cuenta con tres aulas de informática, laboratorios de física, química y biología, además en 2016, la institución educativa contaba con 1600 alumnos de primaria y secundaria estudiando en este megacolegio. El municipio también cuenta con otro colegio llamado Institución Educativa Colegio Santa Bárbara, fundado en 1966, en 2016 se celebró el 50 aniversario de la institución en el parque principal del municipio.